# Julian Hilliard
Julian Hilliard (California; 20 de junio de 2011) es un actor estadounidense. Hilliard es conocido en televisión principalmente por interpretar a la versión joven del personaje Luke Crain cuyo personaje es interpretado originalmente por Oliver Jackson-Cohen en la serie de Netflix, The Haunting of Hill House. También es conocido por haber interpretado a Billy Maximoff, uno de los hijos de la Bruja Escarlata en la serie del Universo cinematográfico de Marvel WandaVision (2021) y en la película Doctor Strange en el multiverso de la locura (2022). En el cine destaca por interpretar a David Glatzel en la película de terror The Conjuring: The Devil Made Me Do It (2021).

## Filmografía

### Películas
| Año  | Título                                       | Papel           | Notas        |
| ---- | -------------------------------------------- | --------------- | ------------ |
| 2012 | A Father                                     | Niño            | Cortometraje |
| 2018 | Never Goin' Back                             | Niño en la cena |              |
| 2019 | Greener Grass                                | Julian          |              |
| 2019 | Color Out of Space                           | Jack Gardner    |              |
| 2021 | The Conjuring: The Devil Made Me Do It       | David Glatzel   |              |
| 2022 | Doctor Strange en el multiverso de la locura | Billy Maximoff  |              |

### Televisión
| Año  | Título                         | Papel                     | Notas                                 |
| ---- | ------------------------------ | ------------------------- | ------------------------------------- |
| 2018 | The Haunting of Hill House     | Joven Luke                |                                       |
| 2020 | Penny Dreadful: City of Angels | Tom Craft                 |                                       |
| 2021 | WandaVision                    | Billy Maximoff            |                                       |
| 2021 | Marvel Studios: Assembled      | Él mismo / Billy Maximoff | Episodio: «The Making of WandaVision» |

## Premios y nominaciones
| Año  | Premio              | Categoría                                                         | Trabajos nominados         | Resultados | Ref.  |
| ---- | ------------------- | ----------------------------------------------------------------- | -------------------------- | ---------- | ----- |
| 2019 | Young Artist Awards | Mejor actuación en una serie o película en streaming: actor joven | The Haunting of Hill House | Nominado   | [ 9 ] |